# Buenos Aires, mi tierra querida
Buenos Aires, mi tierra querida es una película en blanco y negro de Argentina dirigida por Julio Saraceni sobre el guion de Manuel M. Alba y Carlos A. Petit que se estrenó el 2 de mayo de 1951 y que tuvo como protagonistas a Alberto Castillo, Norma Giménez, Jacinto Herrera y Pepe Marrone. El título inicial del filme era Mi Buenos Aires lejano!

## Sinopsis
Tres porteños a la conquista de París y la nostalgia de volver.

## Reparto
- Alberto Castillo …Alberto
- Norma Giménez
- Jacinto Herrera…Jorge
- Pepe Marrone
- Salvador Fortuna
- Marcelle Marcel
- Ilde Pirovano
- Rodolfo Díaz Soler
- Hugo Chemin
- Tito Licausi
- Carlos Garibotti
- Elsa Márquez
- Carlos Barbetti
- Lucía Barause

## Comentario
El Mundo dijo sobre el filme:

”Julio Saraceni, mimado por el éxito en La barra de la esquina volvió a reunir a sus principales intérpretes y quiso repetir e suceso,pero le faltó la base argumental que en aquella rezumaba simpatía, vivacidad, calor.”